# 니콜라이 안드리아노프
니톨라이 예피모비치 안드리아노프(러시아어: Николай Ефимович Андрианов, 1952년 10월 24일 ~ 2011년 3월 21일)는 전 소비에트 연방의 체조 선수이다. 그는 2008년 마이클 펠프스에게 기록이 깨질 때까지 총 15개의 메달(금 7, 은 5, 동 3)로 가장 많이 획득한 기록을 보유하였다.

## 어린 시절과 올림픽 경력
블라디미르에서 태어난 안드리아노프는 11세 때 부레베스트니크 스포츠 사회의 어린이·청소년 스포츠 학교에 입학하였다. 그의 훈련인은 소비에트 연방의 명예로운 훈련인 니콜라이 톨가쵸프였다.
안드리아노프의 첫 국제적 성공은 1971년 마드리드에서 열린 유럽 선수권 대회에서 2개의 금메달을 획득했을 때였다. 1971년부터 1980년 사이에 안드리아노프는 올림픽, 세계 선수권과 유럽 선수권을 포함한 많은 국제 체조 대회를 우승하였다.
안드리아노프의 첫 올림픽 메달은 1972년 뮌헨 올림픽에서 마루 운동 금메달이었다. 4년 후, 몬트리올 올림픽에서 개인 종합을 포함한 4개의 금메달, 2개의 은메달, 3개의 동메달을 획득하면서 그 대회의 체조 경연을 지배하였다. 그의 한 대회에서 4개의 금메달 획득 기록은 1992년 비탈리 셰르보가 6개를 획득할 때까지 경신되지 않았다.
1980년 모스크바 올림픽에서 개막식 선서를 취하고, 총5개(금2, 은 2, 동 1)의 메달을 획득하였다. 대회가 끝난 후, 체조에서 은퇴하였다.

## 이후의 생애
안드리아노프는 올림픽 2관왕 류보비 부르다와 결혼하였다. 2001년에는 국제 체조 명예의 전당에 헌액되었다.
자신의 라이벌 쓰카하라 미쓰오의 초청으로 1994년과 2002년 사이에 일본 올림픽 체조 팀의 코치를 맡았다. 또한 쓰카하라의 아들 쓰카하라 나오야의 코치이기도 하였으며, 스카하라 부자는 나오야의 실력과 신임을 소생시켜 국제적 레벨에서 경연하는 데 안드리아노프를 믿었다.
2002년에는 고향에 있는 N.G. 톨카쵸프 어린이·청소년 전문 스포츠 학교에서 체조의 감독이 되었다.

## 병과 사망
말년에 안드리아노프는 퇴행성 신경학상 장애 복합 계통 위축증을 일으켜 자신의 최후의 달에는 팔과 다리를 움직일 수 없거나 말을 못하게 되었다. 2011년 3월 21일 58세의 나이로 사망하였다. 러시아의 국가 대표 체조 감독 알렉산드르 알렉산드로프는 사망을 비참하게 여겼으나, 사실 안드리아노프가 오랫동안 병을 앓아왔다고 밝혔다.

## 같이 보기
- 올림픽 다관왕 목록